# Robert Edgerton
Robert B. Edgerton é um antropólogo norteamericano.
"Edgerton é professor de antropologia nos Departamentos de Antropologia e Psiquiatria e Ciências Comportamentais da Universidade de Califórnia, em Los Angeles. Embora seus escritos abranjam tópicos tão variados quanto retardo mental, ordem social, desvio de comportamento e bem-estar social, o tema central de toda a sua obra é a adaptação social concentrada no papel da cultura."

## Publicações
- "Crenças e práticas tradicionais" In: A cultura importa. Organização: Lawrence E. Harrison e Samuel P. Huntington; tradução Berilo Vargas. Imprenta Rio de Janeiro: Record, 2002.
- Sick Societies, neste livro, Edgerton"interpreta a má adaptação humana no ambiente intercultural".[1]
- The troubled heart of África: a history of the Congo Imprenta New York: St. Martin's Press, 2002.